# Liberal socialism
Liberal socialism är en socialistisk politisk filosofi som innehåller liberala principer. Liberal socialism har inte målet att ersätta kapitalism med en socialistisk ekonomi utan stöder en blandekonomi som inkluderar både statligt ägande och privat ägande av kapitalvaror. 
Termen etablerades i England, av socialliberaler som Leonard Trelawny Hobhouse, och den har använts och utvecklats i Italien av bland annat Norberto Bobbio.